# Пермские ворота
«Пе́рмские воро́та» — художественный проект Николая Полисского, созданный в 2011 году для Пермского музея современного искусства PERMM. Находился у центрального железнодорожного вокзала Пермь II, в сквере 250-летия Перми («Парке камней»).
Снесён в июне 2024 года.

## Описание
Высота, ширина и глубина объекта из хаотично скреплённых между собой еловых брёвен составляет 12 метров. Форма фасадов выполнена в виде буквы «П». «Пермские ворота» напоминают триумфальную арку, четыре фасада которой направлены на четыре стороны света
Ворота подсвечиваются по ночам изнутри и дополнены интерактивной саунд-инсталляцией пермского художника Андрея Побережника. В одну из «ног» «Пермских ворот» вмонтирован саунд-арт, написанный специально для объекта Полисского В 2012 году планируется сделать наружную подсветку «Пермских ворот», дающую тёплый жёлтый цвет, «близкий к деревянной эстетике»
Проект — часть реконструкции «Сада камней», дополняющий ансамбль парковой зоны Пермская интернет-газета «Текст» так описывала «Пермские ворота»:
Форма фасадов выполнена в виде буквы «П», в результате объёмная композиция напоминает триумфальную арку, ориентированную на четыре стороны, а не на две, как в классическом варианте. Архитектурный объект «нарисован» в пространстве плотной непроницаемой древесной структурой, остающейся в пределах жёсткого контура, заданного границами парка: с одной и другой стороны, — ветками железнодорожных магистралей, с третьей, — транспортного кольца, с четвёртой, — зданием железнодорожного вокзала Пермь II
При строительстве «Пермских ворот» было использовано 5200 брёвен

## Идея
Идея «Пермских ворот» возникла у Полисского в 2008 году во время экспедиции по городам Пермского края:
Меня поразили две вещи — красивейшая река Кама и обилие лесов. Я узнал, что когда-то лес сплавляли по Каме, и у меня родился образ, как структурированная масса леса из воды поднимается наружу и материализуется в хаотичную структуру. Поэтому и сделал «Пермские ворота» из грубой ели, которая структурирована в виде ворот. Выглядеть всё это будет как висящие в воздухе бревна, словно вознёсшиеся из воды на небо. Ночью скульптуру подсветят, брёвна будут смотреться как хрустальные

## Символика
Каждый из четырёх фасадов «Пермских ворот» образует букву «П» — первую букву города
Задачу «Пермских ворот» руководитель паблик-арт программы Пермского музея современного искусства PERMM Наиля Аллахвердиева ещё до окончания их строительства определяла как «очень амбициозную»: «ворота должны стать символом города на въезде».

## Стоимость
Впервые вопрос о стоимости проекта возник ещё в 2008 году, когда он обсуждался между Николаем Полисским и неназванными представителями власти Пермского края либо Перми. Полисский тогда сказал в интервью:
…Сейчас в Перми предполагается интересный проект — построить в центре города грандиозную башню. Правда, когда была оглашена стоимость проекта, то энтузиазма поубавилось, но я думаю, мы сделаем там то, что планировали
За месяц до окончания строительства «Пермских ворот» Наиля Аллахвердиева затруднялась назвать их стоимость:
Некоторые вещи сейчас невозможно просчитать до конца. Для строительства объекта понадобится большой объём дерева, окончательный объём будет понятен только в процессе работы художника, поэтому точная сумма будет известна к открытию проекта, мы обязательно её опубликуем
Сумма была опубликована и составила 9 миллионов рублей.

## Открытие 8 июня 2011 года
Объект был возведён в рамках фестиваля «Белые ночи в Перми» и открыт 8 июня 2011 года.
На открытии «Пермских ворот» лабораторией уличного перфоманса «Огненные люди» и театром «Zавтра» был разыгран уличный спектакль режиссёра Юрия Муравицкого. Актёры в роли строителей сначала пожарили шашлык, не спеша пообедали им с лавашом, поиграли в бадминтон и только после воя сирены начали «возводить» деревянную арку. Девушка в строительной робе на метле была поднята краном на высоту ворот, где исполнила сложнейшие акробатические трюки. Николай Полисский разрезал в конце не красную ленточку, а настоящую строительную ленту
Поздним вечером дня открытия «Пермских ворот» губернатор Пермского края Олег Чиркунов сделал запись в своём блоге в Живом журнале:
Вечером прошёлся по объектам «Белых ночей». Картон-на-Каме, табачная фабрика, деревянные скульптуры перед гостиницей «Урал». На эспланаде полно народу, город живёт. Но больше всего жизни было в это время на открытии «Пермских ворот» Николая Полисского. Этот проект он презентовал ещё год назад, но тогда городские власти не решились нарушить им девственность эспланады. Может, и правильно, что «Пермские ворота» оказались в прямой видимости с Транссибирской железнодорожной магистрали

## Время эксплуатации
«Пермские ворота» — временный объект, рассчитанный на пять лет По сообщению одного из пермских источников, это связано не со сроком жизни самого объекта, а с тем, что площадка, на которой расположены ворота, будет демонтирована по плану реконструкции железнодорожного вокзала Пермь-II. При этом, по утверждению того же источника, «Пермские ворота» могут быть перемещены на другое место
Николай Полисский, никогда не рассчитывавший на долгую жизнь своих лэнд-артовских работ (часть из них, потерявшая первоначальный облик, даже была уничтожена с его одобрения), говорил об этом спокойно:
Если объект не понравится, его можно снести. Но не должно быть неоправданной злобы. Никакой подлости для горожан я не задумывал. Пермь, как большинство российских промышленных городов, город депрессивный. А эта вещь не пафосная. Да, она спорная, но добрая

## Реплика «Лихоборских ворот»
«Пермские ворота» — реплика «Лихоборских ворот» Николая Полисского, сделанных, в отличие от пермских, не из брёвен, а из кривых толстых прутьев Размеры «Пермских ворот» идентичны «Лихоборским»
Один из пермских блогеров прокомментировал это обстоятельство в контексте противостояния части пермского сообщества появлению и развитию современного искусства в Перми:
Я здесь о вторичности и клонах. Многим интересна копия Эйфелевой башни на улице Рязанская в Перми как копия, но туристы собираются у настоящей. Мы можем повесить у себя копию Моны Лизы, но толпа будет у настоящей. Так и тут: никому из реально интересующихся совриском не интересна вторичная поделка, ибо она уже не актуальна. Это интересно только неучам. Поэтому не надо нам заливать про то, что совриск привлечёт в Пермь инвестиции. Совриск в Перми только лишь помогает выпиливать бабло из бюджета, и «Пермская арка», как клон московских «Лихоборских ворот», тому подтверждение

## Вандализм
С момента создания «Пермские ворота» подвергались вандализму. В октябре 2011 года сотрудники Музея современного искусства PERMM организовали субботник, чтобы очистить и ошкурить объект от нецензурных надписей
В ночь с 17 на 18 ноября 2011 года «Пермские ворота» пытались сжечь трое вандалов. Они облили основание объекта двумя канистрами бензина и подожгли его, но были замечены проезжавшими мимо водителями, вызвавшими полицию. Задержать убегавших поджигателей не удалось. Ворота почти не пострадали, поскольку были полностью обработаны специальным огнезащитным составом Часть экспертов и СМИ посчитали эту попытку поджога имитацией — для отвлечения внимания от растущих антигубернаторских настроений
Полисский так прокомментировал это событие:
Всё это — политическая возня в искусстве. Не думаю, что это сделали обычные жители Перми, ведь это местный символ, для многих буква стала родной!
Однако, почти все комментарии пермских жителей под сообщением уральского информационного агентства Ura.ru либо прямо поддерживали этот акт вандализма, либо были направлены против «Пермских ворот» и современного искусства в Перми в целом. Особое ожесточение вызывала опубликованная агентством стоимость объекта — 9 миллионов рублей.